# میچ آلبوم
میچ دیوید آلبوم (انگلیسی: Mitchell David Albom؛ زادهٔ ۲۳ مه ۱۹۵۸) نویسنده آمریکایی و روزنامه‌نگار، فیلمنامه‌نویس، نمایشنامه نویس، مجری رادیو و تلویزیون و نوازنده است. کتاب او بیش از ۳۵ میلیون نسخه در سراسر جهان به فروش رسیده‌است. او شاید بیشتر به خاطر داستان‌های الهام بخش و موضوعاتی که با کتاب‌ها، نمایشنامه‌ها و فیلم‌هایش در پیوند است، شناخته شود.او سفری به ایران داشته و از دوستان او ادیب و منتقد ادبی مجید سنجری می باشد 
میچ آلبوم در حال حاضر به همراه همسر خود جنین سابینو در شهر دیترویت ایالت میشیگان زندگی می‌کند.

## اوایل زندگی
آلبوم در ۲۳ مه ۱۹۵۸ در خانواده ای یهودی در پاسیائیک، نیوجرسی به دنیا آمد، آلبوم برای مدتی در بوفالو، نیویورک زندگی کرد تا اینکه خانواده اش در اواکلین، نیوجرسی در نزدیکی فیلادلفیا، پنسیلوانیا مستقر شدند. او در یک محله کوچک و متوسط طبقه بزرگ که اکثر مردم هرگز آن را ترک نمی‌کردند بزرگ شد. یک بار به نقل از آلبوم گفته بود که والدینش بسیار پشتیبان او هستند و همیشه می‌گفتند: «انتظار نداشته باشید زندگی شما اینجا تمام شود. دنیای بزرگی در آنجا وجود دارد. بیرون بروید و آن را ببینید.» خواهر بزرگترش، برادر کوچکتر او و خودش، این پیام را از صمیم قلب دریافت کردند و به‌طور گسترده سفر می‌کردند. خواهر و برادرهای وی در حال حاضر در اروپا اسکان یافته‌اند.

## مقاله‌نویسی
آلبوم در حالی که در نیویورک زندگی می‌کرد، به روزنامه‌نگاری علاقه‌مند شد. وی در طول روز شروع به نوشتن مقاله برای کوئینز تریبون، یک روزنامه هفتگی در فلاشینگ، نیویورک کرد. کارهای وی در آنجا، به ورود وی به دانشکده کارشناسی ارشد روزنامه‌نگاری دانشگاه کلمبیا کمک کرد. در زمان اقامت در آنجا، برای کمک به پرداخت شهریه خود، به عنوان پرستار بچه کار کرد. علاوه بر نوازندگی پیانو در شب، آلبوم یک کار نیمه وقت با مجله ورزشی «اسپرت» انجام داد. پس از فارغ‌التحصیلی، او چندین رویداد ورزشی المپیک در اروپا را پوشش داد.
در سال ۱۹۸۳، او به عنوان نویسنده تمام وقت روزنامه‌های The Fort Lauderdale News و Sun Sentinel به استخدام درآمد/
در سال ۱۹۸۵، با برنده شدن در جایزه ویرایشگران ورزشی آن سال در آسوشیتد پرس اسپورت برای بهترین داستان اخبار ورزشی، آلبوم به عنوان ستون اصلی ورزش در مطبوعات آزاد دیترویت استخدام شد تا جایگزین مایک داونی، نویسنده محبوب شود که با لس آنجلس تایمز کار کرده بود.
ستون ورزشی آلبوم به سرعت محبوب شد. در سال ۱۹۸۹، هنگامی که مطبوعات دیترویت آزاد و دیترویت نیوز انتشارات آخر هفته را با هم ادغام کردند، از آلبوم خواسته شد که یک ستون هفتگی غیر ورزشی را به وظایف خود اضافه کند. آن ستون یکشنبه‌ها در بخش «دیدگاه» اجرا شد و به زندگی و ارزش‌های آمریکایی پرداخت. سرانجام در سراسر کشور سندیکا شد. هر دو ستون تا امروز در مطبوعات آزاد دیترویت ادامه دارد.
وی در طول سال‌های حضور در دیترویت، به یکی از پرافتخارترین نویسندگان ورزشی دوران خود تبدیل شد. وی ۱۳ بار توسط سردبیران ورزش آسوشیتد پرس به عنوان بهترین نویسنده ورزشی در کشور شناخته شد و رکورد هفت بار افتخار بهترین نوشتن، از همان سازمان را کسب کرد. هیچ نویسنده دیگری بیش از یک بار این جایزه را دریافت نکرده‌است. وی موفق به کسب بیش از ۲۰۰ افتخار نوشتن دیگر از سازمان‌هایی از جمله جوایز سرفصل نویسی ملی، انجمن ویراستاران روزنامه‌های آمریکایی، انجمن ملی ورزشکاران و نویسندگان ورزش و انجمن ملی روزنامه نگاران سیاه شده‌است.
در تاریخ ۲۵ ژوئن سال ۲۰۱۰، آلبوم برای موفقیت در زندگی، در کنوانسیون سالانه APSE در سالت لیک سیتی، یوتا، جوایز رد اسمیت به APSE اعطا شد. این انتخاب توسط تعدادی از همسالان آلبوم، از جمله برنده جایزه رد اسمیت، دیو کیندرد به شدت مورد انتقاد قرار گرفت. در سال ۲۰۱۳، آلبوم به تالار مشاهیر انجمن ملی رسانه‌های ورزشی (که قبلاً آن انجمن ملی ورزشکاران و ورزشکاران ورزشی بود) القا شد و القاء وی در سالن مشاهیر ورزشی میشیگان در ماه مه سال ۲۰۱۷ اعلام شد.
میچ آلبوم همچنین به عنوان سردبیر مجله پاراد فعالیت می‌کند. ستون وی توسط آژانس محتوای تیریبون منتشر شده‌است.

## کتاب‌ها
از آثار معروف او که به زبان فارسی ترجمه شده می‌توان به کتاب‌های زیر اشاره کرد:
- پنج نفری که در بهشت ملاقات می‌کنید (۲۰۰۳)
- نفر بعدی که در بهشت ملاقات می‌کنید (۲۰۱۸)
- زمان دار (ارباب زمان)
- سه‌شنبه‌ها با موری
- اولین تماس تلفنی از بهشت
- کمی ایمان داشته باش
- برای یک روز دیگر
- در جستجوی چیکا
- سیم های جادویی فرانکی پرستو
- لمس بشر
- غریبه ای در قایق نجات